# Chiesa di San Giuseppe (Folgaria)
La chiesa di San Giuseppe è la parrocchiale di Mezzomonte di Sopra, frazione di Folgaria in Trentino. Appartiene alla zona pastorale Valsugana - Primiero dell'arcidiocesi di Trento e risale al XVII secolo.

## Storia

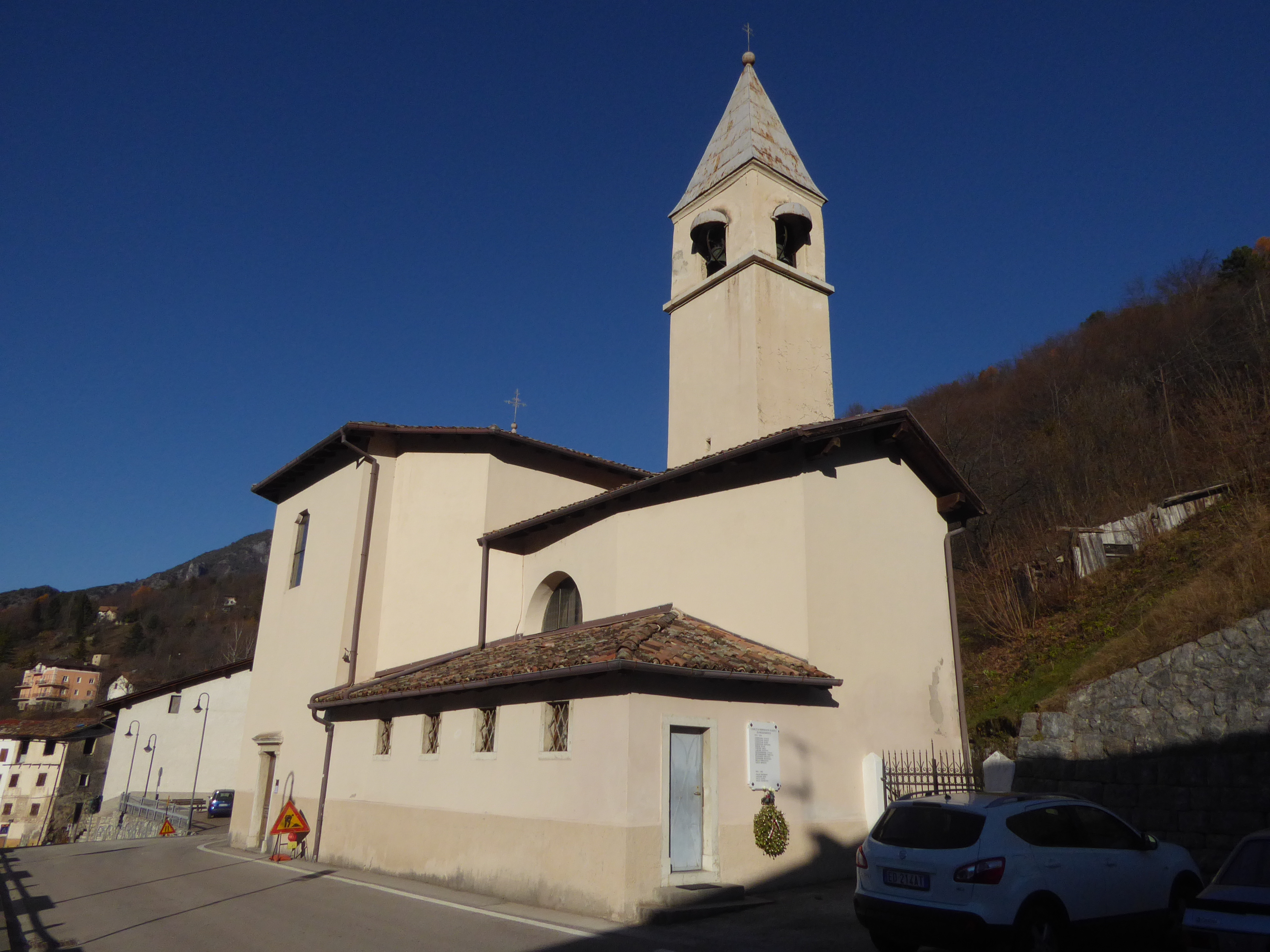
Fianco destro della chiesa

Il primo luogo di culto a Mezzomonte di Sopra fu una piccola cappella privata con dedicazione a San Giuseppe che apparteneva alla famiglia Schönsberg. Fu consacrata il 9 febbraio 1708. La vicinia di Mezzomonte ottenne l'uso perpetuo della cappella nel 1732 sostenendo le spese necessarie al mantenimento di un sacerdote per le celebrazioni della funzioni festive.

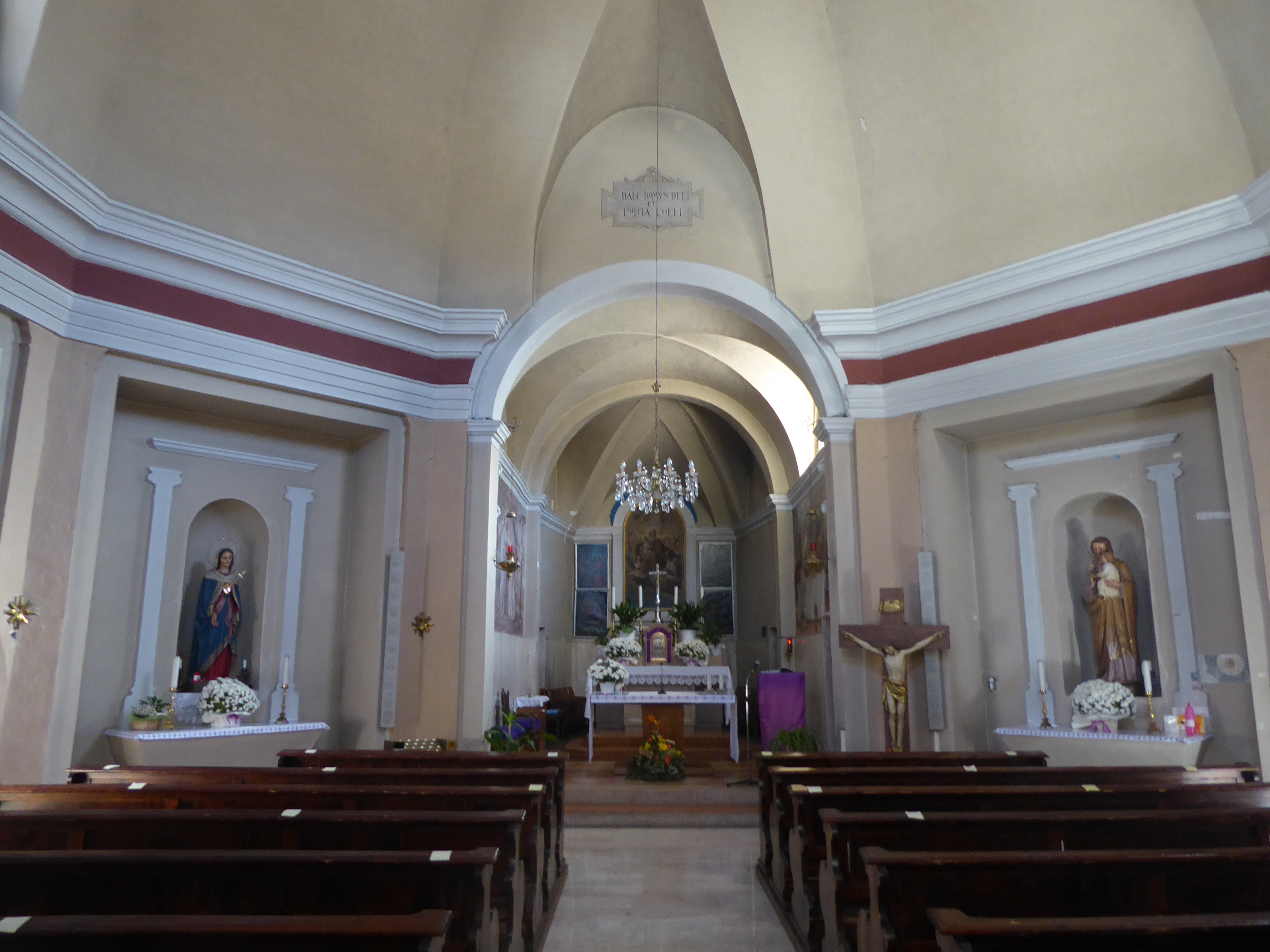
Interno della chiesa

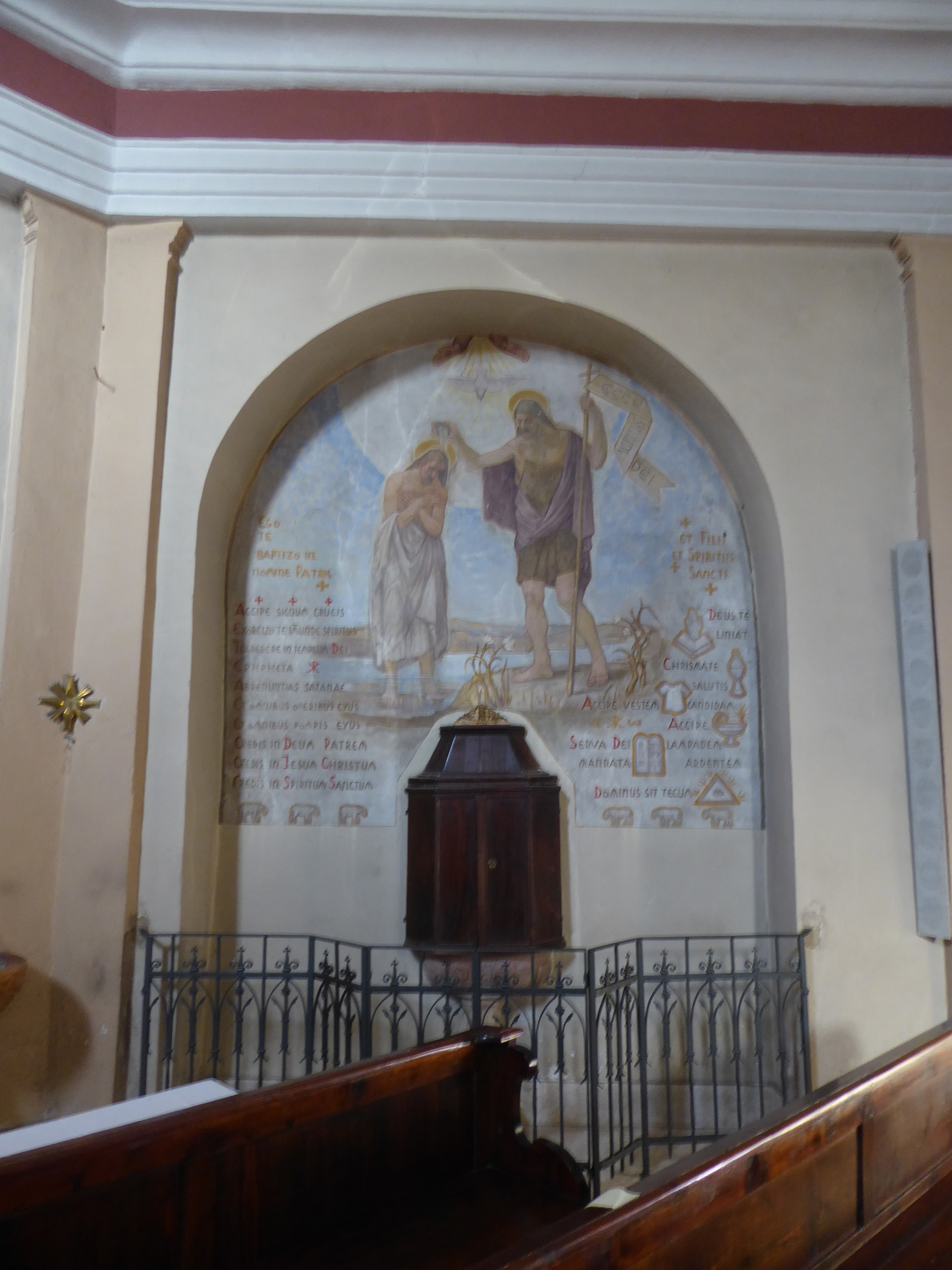
Fonte battesimale con pareti affrescate da Marco Bertoldi

Venne elevata a dignità curaziale nel febbraio del 1733, sussidiaria della parrocchia di Folgaria. Nel 1768 ebbe la concessione della custodia dell'Eucaristia e nel 1790 quella del fonte battesimale. Nel 1793 anche la frazione di Mezzomonte ebbe il suo camposanto, che fu consacrato il 2 giugno di quello stesso anno.
Verso la fine del XVIII secolo intanto la piccola cappella era ormai insufficiente per le necessità dei fedeli, e si pensò alla costruzione di un nuovo luogo di culto. Il progetto fu affidato a Giovanni Cometti e ad Andrea Caminada e il cantoere venne aperto nel 1795. Varie difficoltà, calamità naturali e l'arrivo delle truppe di invasione napoleoniche bloccarono però i lavori per oltre un decennio. Ripresero nel 1807 e il cantiere venne chiuso nel 1809. In quello stesso anno il nuovo luogo di culto fu benedetto ed aperto alle funzioni.
Circa dieci anni più tardi vennero effettuati lavori alla torre campanaria e alla copertura del tetto. La solenne consacrazione fu celebrata 16 luglio 1868 e nel primo decennio del XX secolo la chiesa fu oggetto di ristrutturazione.
Negli anni cinquanta furono affidate a Marco Bertoldi le decorazioni ad affresco delle pareti presbiterali, dell'arco santo, delle volte della navata e della piccola nicchia nel  battistero. Nei decenni successivi venne installato l'impianto di riscaldamento, fu realizzato l'adeguamento liturgico, vennero coperti in parte gli affreschi e fu rifatta la pavimentazione della sala.
Negli anni ottanta l'edificio fu oggetto di un restauro conservativo col rifacimento del manto di copertura, degli intonaci ed altri lavori di mantenimento. Il 26 settembre 1986 la chiesa venne elevata a dignità parrocchiale.

## Descrizione

### Esterno
L'orientamento della chiesa, che si trova nel centro abitato di Mezzomonte di Sopra, è verso sud-est. Il prospetto principale è particolare, rettangolare, caratterizzato da quattro paraste che reggono una cornice orizzontale. Nel settore centrale si trova il portale architravato e, in alto, un oculo. Sulla fiancata a destra della struttura si trovano la sacrestia e un ingresso laterale. La torre campanaria è posta in posizione arretrata, sulla parte sinistra.

### Interno
La navata interna è unica. Oltre all'altare maggiore, opera in marmo attribuita a Scanagatta di Rovereto, sono presenti nicchie con immagini sacre e in particolare è notevole la nicchia che accoglie il battistero, affrescata da Marco Bertoldi nel 1952. All'arco santo si accede da una parte della sala che si restringe. Il presbiterio è leggermente rialzato.